# 让加朗府邸
让加朗府邸（Hôtel de Jean Galland）是法国图尔的一座历史建筑，建于1520年-17世纪，1932年7月1日列为法国历史古迹。建筑师Martin et Gatian Françoys。